# 肉质腐生科
肉质腐生草科（学名：Thismiaceae）又名丝玉簪科，共包括5属约30余种，分布在东南亚、非洲、澳洲和美洲的亚热带地区，也有部分种生长在温带地区。
肉质腐生草科植物为肉质草本，多为腐生植物，单叶，叶小互生或对生；花小，3裂；果实为蒴果。
以前的分类法将这些属一般都列在水玉簪科中，属于兰目，1998年根据基因亲缘关系分类的APG 分类法单独分出一个科，属于薯蓣目，2003年经过修订的APG II 分类法不承认这个科，将这些属仍然列在水玉簪科中，还属于薯蓣目。
- 水玉爵属 Afrothismia (Engl.) Schltr.
- 簇玉杯属 Haplothismia Airy Shaw
- Oxygyne Schltr.
- 水玉杯属 Thismia Griff.
- 旋玉杯属 Tiputinia P.E. Berry & C. L. Woodw.

## 下属分类
本科包括以下属：
- Arachnitis
- Relictithismia Suetsugu & Tagane, 2024
  - Relictithismia kimotsukiensis Suetsugu, Yas.Nakam. & Tagane, 2024[1]